# Gebouw van de Javasche Bank (Bandung)
Het gebouw van de Javasche Bank in Bandung, Indonesië was in 1918 gebouwd naar ontwerp van Eduard Cuypers. Momenteel wordt het gebouw gebruikt door de Bank Indonesia.
De opdrachtgever voor de bouw was de Javasche Bank die in de Indonesische archipel meerdere bankgebouwen liet bouwen. Het betrekkelijke grote pand van circa 30 bij 50 meter is gebouwd in Angelsaksisch neoclassicisme. Het ontwerp was omstreeks 1910 gemaakt, de grond in 1911 aangekocht maar de bouw werd pas aangevangen op 24 september 1916. Door de Eerste Wereldoorlog liep de bouw vertraging op doordat bouwmaterialen uit Nederland niet getransporteerd konden worden. De bouw was afgerond in mei 1918.
Het gebouw bestaat uit een souterrain en een verhoogde bel-etage dat wordt afgedekt door een royale kap. Boven het dak steekt een toren voor lichtinval, die evenals de twee kleine torentjes aan beide uiteindes zorgt voor ventilatie. De symmetrisch opgezette voorgevel heeft meerdere naar voren springende bouwdelen. In het midden bevindt zich een tempelfront, met aan weerszijden twee zuilen, waar zich de hoofdingang bevindt. Het timpaan boven de ingang toont het wapen van Batavia geproduceerd door Van den Bossche en Crevels. De vensters liggen in een verdiepte nis en hebben aan weerskanten zuilen. Rondom het dak is een balustrade waarop beelden staan die ook afkomstig zijn van het atelier van Van den Bossche en Crevels. Via een trap kan men het pand betreden. Het interieur was versierd met gebakken tegels op de vloeren, decoreerde glas-in-loodramen en de wanden en pilaren waren versierd met ornamenten. De bouw werd begeleid door Marius Hulswit en Arthur Fermont.
Bij een verbouwing in 1937 uitgevoerd door het architectenbureau Fermont-Cuypers is de indeling enigszins aangepast. Bij een verbouwing in 1958 zijn meerdere originele decoraties vervangen door nieuwe exemplaren.

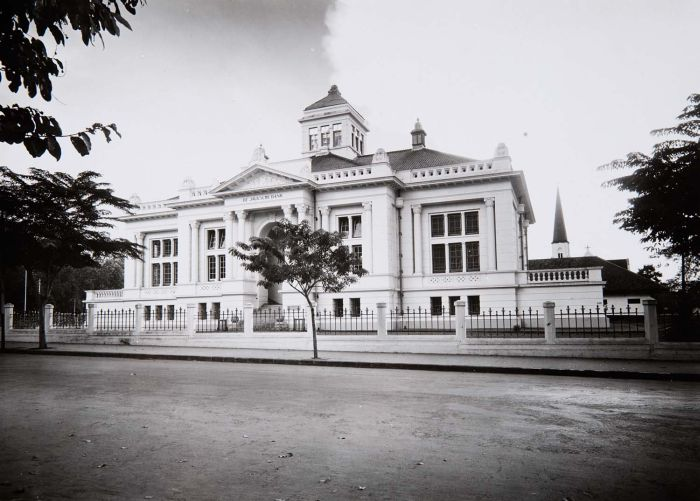
Gebouw tussen 1920 en 1932.
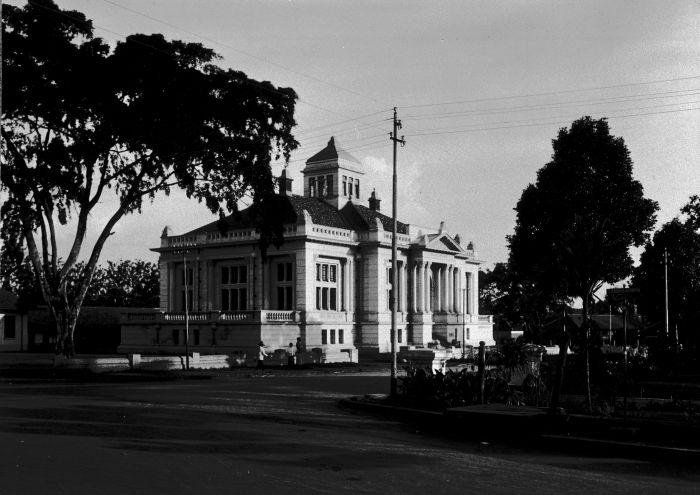
Gebouw tussen 1920 en 1925.